# Bahnhof Kakegawa
Der Bahnhof Kakegawa (jap. 掛川駅, Kakegawa-eki) ist ein Bahnhof auf der japanischen Insel Honshū, betrieben von der Bahngesellschaft JR Central. Er befindet sich in der Präfektur Shizuoka auf dem Gebiet der Stadt Kakegawa. Hier halten unter anderem Shinkansen-Hochgeschwindigkeitszüge.

## Verbindungen

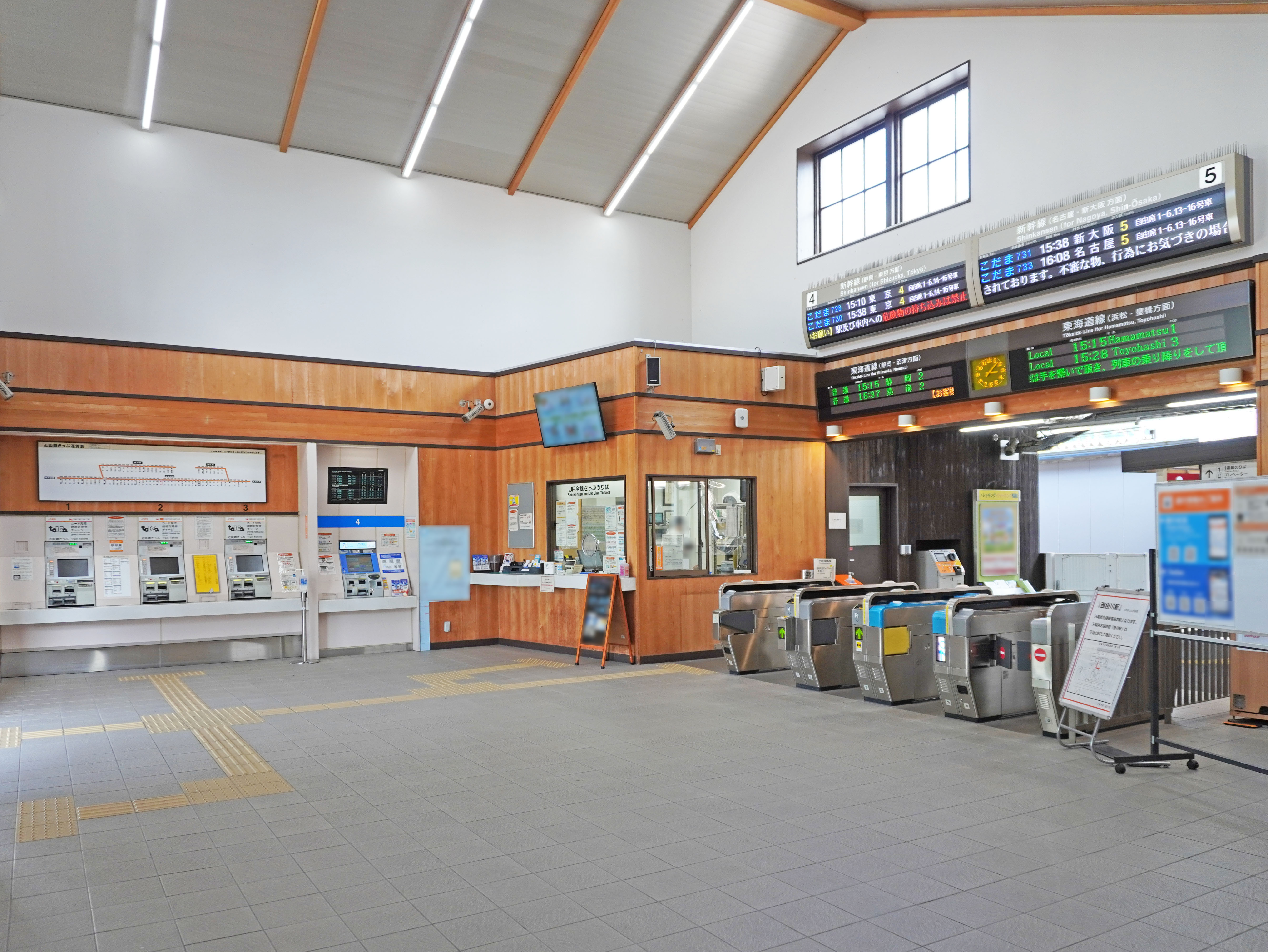
Nordausgang des JR-Bahnhofs Kakegawa

Kakegawa ist ein Trennungsbahnhof, durch den zwei der bedeutendsten Bahnstrecken Japans, die Tōkaidō-Shinkansen und die Tōkaidō-Hauptlinie, parallel verlaufen. Beide verbinden Tokio mit Nagoya und Osaka, für ihren Betrieb ist die Bahngesellschaft JR Central zuständig. Von der Tōkaidō-Hauptlinie zweigt die Tenryū-Hamanako-Linie der regionalen Bahngesellschaft Tenryū Hamanako Tetsudō ab.
Auf der Shinkansen-Schnellfahrstrecke wird Kakegawa üblicherweise zweimal je Stunde und Richtung von Kodama-Zügen bedient, die an allen Zwischenstationen halten. Hikari- und Nozomi-Züge halten hingegen nicht. Regionalzüge auf der Tōkaidō-Hauptlinie verkehren, abhängig von Streckenabschnitt und Tageszeit, drei- bis fünfmal pro Stunde zwischen Atami und Toyohashi. Hinzu kommen Home Liner (ホームライナー) von Numazu nach Hamamatsu, Eilzüge während der Verkehrsspitze mit reservierten Sitzplätzen. Auf der Tenryū-Hamanako-Linie verkehren die Züge im angenäherten Halbstunden- oder Stundentakt nach Tenryū-Futamata und Shinjohara.
Busterminals befinden sich sowohl auf dem nördlichen als auch auf dem südlichen Bahnhofsvorplatz. Es verkehren mehr als ein Dutzend Buslinien der Unternehmen Shizutetsu Justline, Kakegawa Bus Service und JR Tōkai Bus sowie des städtischen Busbetriebs.

## Anlage
Der Bahnhof steht unmittelbar südlich des Stadtzentrums und ist von Osten nach Westen ausgerichtet. Die Anlage besitzt zwölf Gleise, von denen sieben dem Personenverkehr dienen, und besteht aus drei Teilen. Am südlichen Rand liegt erhöht auf einem Viadukt der Shinkansen-Bahnhof mit vier Gleisen und zwei Seitenbahnsteigen, wobei Hochgeschwindigkeitszüge auf den mittleren Gleisen ohne Halt durchfahren können. Eine breite Unterführung stellt eine Verbindung zwischen beiden Bahnhofsvorplätzen und dem Bahnhofsteil an der Tōkaidō-Hauptlinie her. Dieser umfasst drei Gleise an einem Mittel- und am Bahnsteig#Hausbahnsteig. Beide sind zusätzlich über eine gedeckte Brücke mit dem Empfangsgebäude an der Nordseite verbunden. Die Strecke der Tenryū Hamanako Tetsudō besitzt einen eigenen Kopfbahnhof an der Nordwestseite der Anlage, bestehend aus zwei Gleisen an einem Mittelbahnsteig. Eine weitere Unterführung an der Ostseite ermöglicht eine Verbindung zwischen beiden Bahnhofsvorplätzen, ohne die Bahnsteigsperren passieren zu müssen.
Im Jahr 2016 zählte der Bahnhof täglich durchschnittlich 11.853 Fahrgäste.

## Gleise

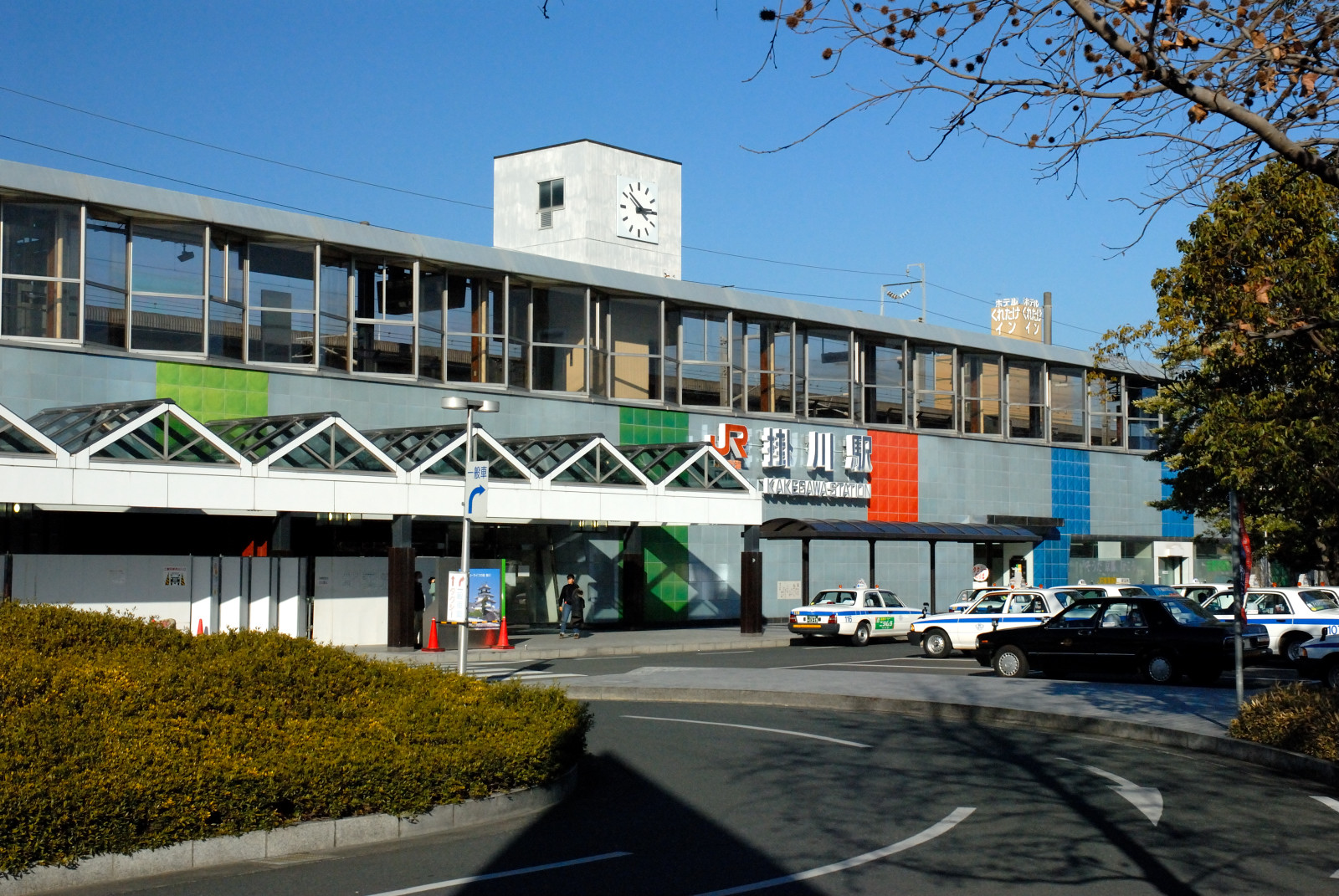
Südeingang mit erhöhtem Shinkansen-Bahnhof

JR Central
| 1 | ▉ Tōkaidō-Hauptlinie | Shizuoka • Numazu bzw. Hamamatsu • Toyohashi |
| 2 | ▉ Tōkaidō-Hauptlinie | Shizuoka • Numazu                            |
| 3 | ▉ Tōkaidō-Hauptlinie | Hamamatsu • Toyohashi                        |
| 4 | ▉ Tōkaidō-Shinkansen | Shin-Yokohama • Tokio                        |
| 5 | ▉ Tōkaidō-Shinkansen | Nagoya • Shin-Osaka                          |

Tenryū Hamanako Tetsudō
| 1/2 | ▉ Tenryū-Hamanako-Linie | Tenryū-Futamata • Shinjohara |

## Linien
| Verlauf der Tōkaidō-Shinkansen |
| --- |
| Tokyo • Shinagawa • Shin-Yokohama • Odawara • Atami • Mishima • Shin-Fuji • Shizuoka • Kakegawa • Hamamatsu • Toyohashi • Mikawa-Anjō • Nagoya • Gifu-Hashima • Maibara • Kyōto • Shin-Osaka |

| Verlauf der Tōkaidō-Hauptlinie (Atami–Toyohashi) |
| --- |
| Atami • Kannami • Mishima • Numazu • Katahama • Hara • Higashi-Tagonoura • Yoshiwara • Fuji • Fujikawa • Shin-Kambara • Kambara • Yui • Okitsu • Shimizu • Kusanagi • Higashi-Shizuoka • Shizuoka • Abekawa • Mochimune • Yaizu • Nishi-Yaizu • Fujieda • Rokugō • Shimada • Kanaya • Kikugawa • Kakegawa • Aino • Fukuroi • Iwata • Toyodachō • Tenryūgawa • Hamamatsu • Takatsuka • Maisaka • Bentenjima • Araimachi • Washizu • Shinjohara • Futagawa • Toyohashi |

## Geschichte

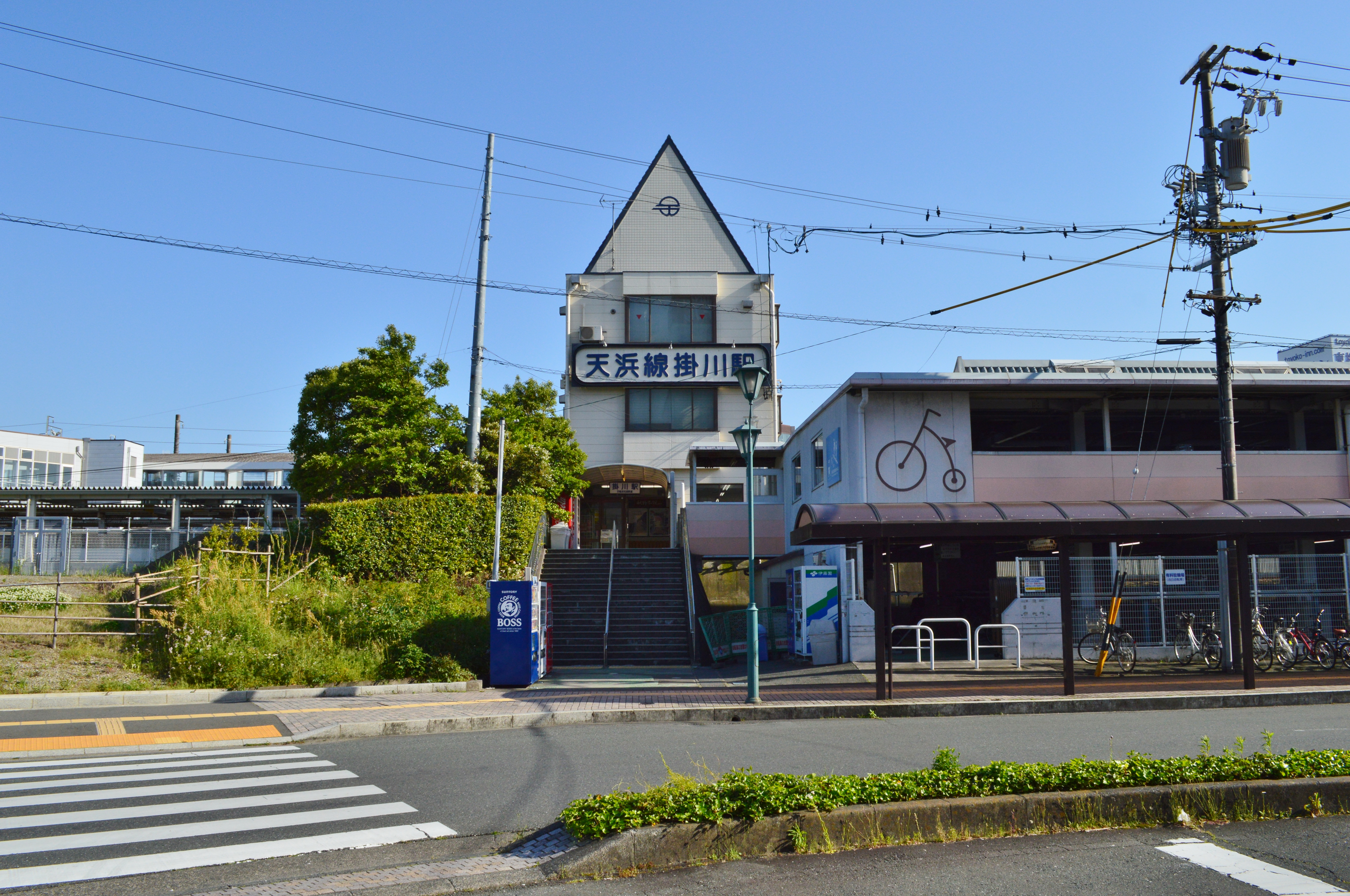
Empfangsgebäude der Tenryū Hamanako Tetsudō

Am 16. April 1889 eröffnete die staatliche Eisenbahnverwaltung den Bahnhof, zusammen mit dem Abschnitt Shizuoka–Hamamatsu der Tōkaidō-Hauptlinie. Über vier Jahrzehnte lang war er ein Durchgangsbahnhof. Dies änderte sich am 17. April 1935, als das Eisenbahnministerium den ersten Abschnitt der Futamata-Linie nach Enshū-Mori in Betrieb nahm. Vier Jahre später reichte die Strecke bis nach Shinjohara. Aus Kostengründen stellte die Japanische Staatsbahn am 21. Januar 1984 den Güterumschlag ein, am 14. März 1985 auch die Gepäckaufgabe. Aufgrund der bevorstehenden Staatsbahnprivatisierung war der Weiterbestand der Futamata-Linie gefährdet, doch die Tenryū Hamanako Tetsudō, eine neu gegründete Bahngesellschaft des dritten Sektors, übernahm die Strecke am 15. März 1987 und benannte sie in Tenryū-Hamanako-Linie um. Der Bahnhof an der Tōkaidō-Hauptlinie ging zwei Wochen später, am 1. April 1987, in den Besitz der neuen Gesellschaft JR Central über.
Die 1964 eröffnete Tōkaidō-Shinkansen, die erste Schnellfahrstrecke der Welt, führte zwar unmittelbar am Bahnhof vorbei, doch hielten hier über zwei Jahrzehnte lang keine Züge. Wiederholt forderte die Stadt einen Anschluss ans Hochgeschwindigkeitsnetz, konnte sich aber erst nach mehreren Anläufen durchsetzen. Schließlich erfolgte die Eröffnung des Shinkansen-Bahnhofs am 13. März 1988. Das im Jahr 1940 erbaute hölzerne Empfangsgebäude an der Nordseite war nicht erdbebensicher. Nachdem Ende 2012 unmittelbar daneben ein Provisorium errichtet worden war, wurde es im Mai 2013 abgebrochen und ab Juli 2013, angepasst an die gesetzlichen Vorgaben der Erdbebensicherheit, von Grund wieder aufgebaut. Dabei behielt man das historische Erscheinungsbild bei. Am 26. Januar 2014 konnte es wieder in Betrieb genommen werden.